# حكاية روك
حكاية روك (بالبرتغالية: Rock Story‏) مسلسل برازيلي.

## قصة المسلسل
نجم روك أشتهر في التسعينيات ويحاول إعادة نفسه، حيث تعرض لسرقة أغنية «أحلمي معي» التي كتبها بنفسه، ويتهم منافسه «ليو ريجيس» بسرقتها.

## روابط خارجية
- حكاية روك على موقع IMDb (الإنجليزية)
- حكاية روك على موقع قاعدة بيانات الفيلم (الإنجليزية)